# Nicole Vaidišová
Nicole Vaidišová (født 23. april 1989 i Nürnberg, Vesttyskland) er en professionel tennisspiller fra Tjekkiet.